# Союз кинематографистов Азербайджана
Союз кинематографистов Азербайджана (СКА) — общественная творческая организация. Союз объединяет на добровольных началах деятелей киноискусства – профессиональных творческих работников кино Азербайджана.

## История
В январе 1958 года было создано Организационное бюро Союза работников азербайджанской кинематографии. Председателем творческой организации был избран кинорежиссер Лятиф Сафаров, заместителем – кинорежиссер Гусейн Сеидзаде.
В Бюро начали работу пять секций: «Художественная кинематография», «Драматургия, теория и критика», «Документальная и научно-популярная кинематография», «Наука и техника», «Любители кино».
В период создания Организационного бюро в состав Союза работников азербайджанской кинематографии входили 82 человека.
10 февраля 1960 года при Союзе был открыт Дом кино. Его активистами стали кинодеятели, писатели, художники, композиторы, артисты – всего около ста человек. 1960 — 1961 годы ознаменовались созданием в составе Союза университетов народной культуры, где работала группа докладчиков из 15 человек.
Союз кинематографистов Азербайджана был окончательно сформирован 11 января 1963 года на I учредительном съезде работников Республиканской кинематографии.

## Общие положения
Союз кинематографистов Азербайджана — независимая организация, действующая на собственного Устава, наделённая юридическими и иными правами, вытекающими из Конституции Азербайджана и Закона АР «О неправительственных организациях (общественных объединениях и фондах)».
Основной целью Союза является развитие национального кино как составной части национальной культуры и мирового кино.
Организация осуществляет непосредственные творческие и деловые контакты с кинематографическими организациями других стран, представляет интересы своих членов за рубежом, защищает их профессиональные, гражданские, социальные права.
СКА последовательно и целенаправленно сотрудничает с другими творческими и общественными организациями, государственными органами республики в анализе и обобщении тенденций развития азербайджанского киноискусства в контексте национальной и мировой культуры, выработке концепций развития национальной культуры.
Союз осуществляет свою деятельность на всей территории Азербайджана.
СК Азербайджана является членом Конфедерации Союзов кинематографистов стран СНГ и Балтии.
5 марта 2024 года Союз кинематографистов Азербайджанской Республики объединился с Союзом кинематографистов Азербайджана. Председателем объединённого союза избран Расим Балаев.

## Руководство
Председателем Союза кинематографистов Азербайджана являлся кино- и театральный драматург, режиссер, продюсер, народный писатель Азербайджана, кавалер ордена «Шохрат», член Американской академии киноискусства Рустам Ибрагимбеков. Он был избран первым секретарем правления организации на V Съезде СКА, который состоялся в мае 1981 года. В январе 2003 года на IX Съезде СКА Рустам Ибрагимбеков был избран председателем СК Азербайджана.
Исполняющий обязанности первого секретаря Союза – режиссер Али Иса Джаббаров.
В состав правления СКА входят: звукорежиссер, заслуженный работник культуры Азербайджана Асад Асадов, кинорежиссер, кинооператор, народный артист Азербайджана, персональный стипендиат Президента Азербайджанской Республики Вагиф Бехбутов, поэт, прозаик, сценарист, заслуженный деятель искусств Азербайджана Баба Везироглу, художник-постановщик, режиссер-мультипликатор, заслуженный деятель искусств Азербайджана Фирангиз Гурбанова, кинорежиссер, сценарист, продюсер Али Иса Джаббаров, драматург, режиссер, продюсер, народный писатель Азербайджана, кавалер ордена «Шохрат», член Американской академии киноискусства Рустам Ибрагимбеков, актер, народный артист Азербайджана Мабуд Магеррамов, кинорежиссер, сценарист, продюсер, художник-постановщик, заслуженный деятель искусств Азербайджана Шамиль Наджафзаде, писатель, режиссер, сценарист, народный писатель Азербайджана, кавалер ордена «Независимость» Анар Рзаев (Анар), режиссер, заслуженный деятель искусств Азербайджанской ССР Джамиль Фараджев, актриса, народная артистка Азербайджана, кавалер ордена «Шохрат» Шукюфа Юсупова.

## Кинопремии

### Золотая лампада
В начале 1990 годов секретариат правления Союза кинематографистов принял решение об учреждении Конкурса азербайджанских национальных фильмов. Профессиональное кинематографическое сообщество должно было оценивать созданные в стране киноработы и отмечать заслуги деятелей кино.
Первый конкурс состоялся в 1991 году, второй – в 1993, третий – в 1995 году. В середине 1990-х годов азербайджанский кинематограф переживал трудности, период стагнации. По этой причине конкурс по объективным причинам приостанавливал свою работу. Он возобновился  спустя 8 лет, в 2003 году.
После возобновления конкурса жюри произвело оценку фильмов, выпущенных в 1995 — 2002 годы.
В 2003 году конкурс также получил название «Qızıl Çıraq» («Золотая лампада»). Был создан оргкомитет одноименной кинопремии. По эскизу народного художника Маиса Агабекова был изготовлен образец статуэтки Qızıl Çıraq.
V Национальная кинопремия «Qızıl Çıraq» состоялась 2 августа 2006 года.

### Восток - Запад
В 1996 году Союзом кинематографистов Азербайджана и Фондом 100-летия мирового кино в Азербайджане при содействии Конфедерации Союзов кинематографистов стран СНГ и Балтии был учрежден Бакинский международный кинофестиваль «Восток-Запад» (East - West). Общая идеология фестиваля – служить объединению и взаимообогащению двух культур, восточной и западной.
Первый МКФ «Восток-Запад» был проведен в октябре 1996 года, последний (XI) — в сентябре 2009 года.

### Премия Союза кинематографистов
9 июля 2012 года была учреждена кинематографическая премия Союза кинематографистов Азербайджана. Премия является ежегодной и вручается представителям творческой интеллигенции Азербайджана за выдающийся вклад в развитие отечественного кинематографа. Цель премии — подчеркнуть позитивные тенденции национального кино.
Обладателями кинопремии стали: режиссер, сценарист, актер Фикрет Алиев, режиссер, сценарист, продюсер Асиф Рустамов, актер, народный артист Азербайджана Фахраддин Манафов, кинорежиссер, заслуженный деятель искусств Азербайджана Зия Шихлинский, художник-постановщик, режиссер-мультипликатор, заслуженный деятель искусств Азербайджана Фирангиз Гурбанова, актер, народный артист Азербайджана Фуад Поладов, режиссер-аниматор Джавид Ахадов, композитор Джаваншир Гулиев, кинорежиссер Таир Алиев, кинооператор Низами Аббас, звукорежиссер, заслуженный деятель культуры Азербайджана Асад Асадов, кинопродюсер Адиль Гуламов, диктор, народный артист Азербайджана Рафиг Гусейнли, звукорежиссер Кямал Сеидов, актриса, заслуженная артистка Азербайджана Мехрибан Зеки, заслуженный деятель искусств Азербайджана Мирбала Салимли, оператор Юрий Варновский, кино и телережиссер, кинодраматург Назим Рза, народный писатель Азербайджана Анар, композитор Рауф Алиев (посмертно), дипломат и общественный деятель Рамиз Абуталыбов, кинорежиссёр Мурад Ибрагимбеков, актриса Зульфия Гурбанова, кинорежиссёр Джахангир Зейналлы, актриса Шукюфа Юсупова.

## Иная деятельность
В 2008 году состоялась встреча председателя СКА с Президентом Азербайджана Ильхамом Алиевым. Глава государства одобрил «Государственную программу развития азербайджанского кино на 2008 — 2018 годы», предложенную Рустамом Ибрагимбековым.
В феврале 2019 года после длительного перерыва Рустам Ибрагимбеков получил возможность вновь приехать в Азербайджан. 17 февраля 2009 года состоялось заседание правления Союза кинематографистов Азербайджана, в ходе которого состоялось обсуждение организационных вопросов и ситуации вокруг Союза. Организация пополнилась новыми членами. Было принято решение о проведении XI Съезда СКА.
4 июня 2019 года состоялось очередное заседание правления СКА, в рамках которого были обсуждены вопросы подготовки к XI Съезду Союза кинематографистов, определена повестка дня и дата его проведения. Члены правления выступили с предложениями, которые касались, прежде всего, защиты интересов национального кино, перспектив развития отечественной киноиндустрии. Было отмечено, что накануне Дня национального кино, который отмечается 2 августа, возобновится деятельность Дома кино, который станет постоянным местом встречи как кинематографистов, так и людей, не являющихся профессионалами отрасли. Кроме того, возродится деятельность киношколы, где будут работать три мастерские: «Кинорежиссура», «Кинодраматургия», «Анимация». Обучение в киношколе смогут проходить на бесплатной основе как выпускники средних общеобразовательных школ, так и лица, получившие высшее образование, желающие обучиться новой профессии или же пополнить багаж знаний.
На заседании правления был также обсужден вопрос присуждения кинематографистам – членам СКА индивидуальных пенсий и стипендий. Решением правления был утвержден список профессионалов отрасли, которым будет предоставлена финансовая поддержка.
Кроме того, в состав СК Азербайджана были приняты новые члены.
В Шеки работает Дом творчества СКА. Утвержден проект его модернизации.

## Киношкола
СКА является создателем Международной киношколы (высшие курсы сценаристов и режиссеров). Она была учреждена Союзом кинематографистов Азербайджана в 2007 году на основании Распоряжения Президента АР от 23 февраля 2007 года №1993 «О развитии киноискусства в Азербайджане» и соответствующего решения Кабинета министров. Целью создания киношколы было повышение интереса молодежи к кинематографии, выявление талантов и подготовка новых высокопрофессиональных кадров в сфере кинематографа. Диплом Международной киношколы Союза кинематографистов Азербайджана имел статус международного. Студенты обучались в пяти отделениях: «Кинорежиссура», «Кинодраматургия», «Продюсирование», «Киноведение», «Актерское мастерство», «Анимация и мультимедиа».